# وادي النصارى
وادي النّصَارى أو وادي النّضَارة أو وادي المسيحيّين، هو منطقة سوريّة تضم القرى والبلدات ذات الغالبية المسيحية الممتدّة على ناحيتي الحواش والناصرة في ريف حمص الغربي. يعد وادي النصارى من الأماكن ذات الأهمية الدينية والسياحية 
لما يحويه من كنائس وأديرة أثرية مثل دير مار جرجس وكنيسة الشحارة إضافة إلى انتشار الفنادق والمطاعم والمتتجعات السياحية التي تستضيف مهرجات سنوية مثل «مهرجان القلعة والوادي» حيث توفد إليه أعداد كبيرة من السياح، سواء من السكان المغتربين أم سكان المناطق المجاورة، وذلك في فصل الصيف وفي المناسبات والأعياد الشعبية والدينية لحضور الحفلات والأجواء، حيث يعد مصيفًا لبعض سكانه الذين انتقلوا للعيش في المُدن. ولعلّ أهم ما يميز الوادي وجود تمثال ضخم للسيدة العذاراء أعلى جبل السايح. 
كما أن لوادي النصارى أهمية اقتصادية، حيث تعد أراضيه الخصبة من أكثر المناطق السورية إنتاجًا للزيتون والتفاح والعنب، وتستمد بعض الأراضي مياه الري من سد المزينة الواقع في الجهة الشرقية منه، كما يحوي عدة منشآت صناعية مثل معامل الأدوية. وفضلاً عن ذلك، يتمتع الوادي بمركز متقدم في مجال التعليم، إذ توجد فيه جامعتان خاصتان هما جامعة الحواش وجامعة الوادي الدولية، اللتان أسهمتا في تنشيط الحركة العمرانية لتوفير السكن الجامعي المناسب وفي زيادة الحركة الاقتصادية.

## معالم سياحية

### دير مارجرجس الحميراء

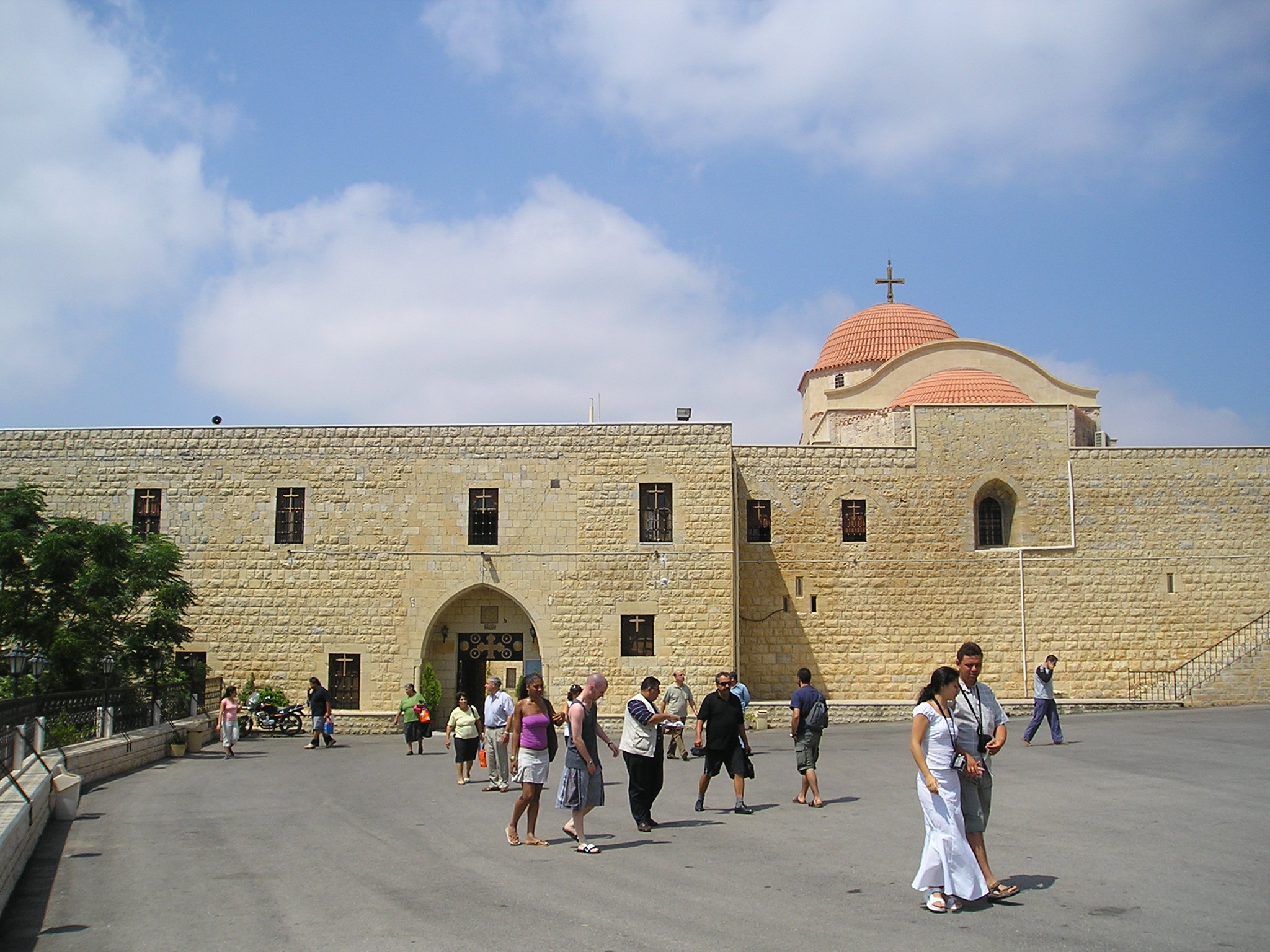
مدخل دير مارجرجس الحميراء

يقع دير مار جرجس الحميراء في بلدة المشتاية في وادي النصارى. كان الدير في القديم كهفاً تحيط به أكواخ الرهبان البسيطة وكان مدخله من الجهة الجنوبية من الحجر الأسود. وكان الرهبان وأخوة الدير يناولون الطعام من نافذة حجرية فيه للمحتاجين وعابري السبيل إلى أن جاء القرن السادس الميلادي حيث أقيمت الكنيسة القديمة من قبل الإمبراطور «يوستيانوس» البيزنطي. وفي القرن السابع عشر بنيت الكنيسة الجديدة فوق الدير القديم، ثم شيد الطابق العلوي الذي يحوي غرف الزوار والحجاج ويبلغ عددها خمساً وخمسين غرفة. يحتوي الدير على نسخة من العهدة النبوية الموجهة من قبل عمر بن الخطاب لكنائس الشرق والتي كانت تُمنح للأماكن المقدسة وتنصّ على حمايتها وممتلكاتها وشاغليها وعدم الاعتداء عليها.

#### عرضي الدير
يتبع الدير سوق قديمة عمرها أكثر من مئتي عام تدعى «العرضي» طولها حوالي خمسمائة متر وعرضها حوالي خمسين متراً وأقيمت دكاكين صغيرة أنبوبية على محيط السوق مقعودة من الحجارة على طراز الأقبية. وهذا السوق تقليدي يرافق مناسبة عيد الصليب يمارس نشاطاته الاقتصادية أسبوعاً واحد من اليوم السابع من شهر أيلول حتى الرابع عشر منه. وكان عرضي الدير ما بين بداية القرن التاسع عشر وحتى منتصف سبعينيات القرن العشرين مركزاً للتسوق في وادي النصارى. وكانت تشهد ساحة الدير بهذه المناسبة نشاطات اجتماعية بين أهل الوادي وأدبية مارسها شعراء الزجل والقرادي والمعنى من سورية ولبنان.

### قلعة الحصن

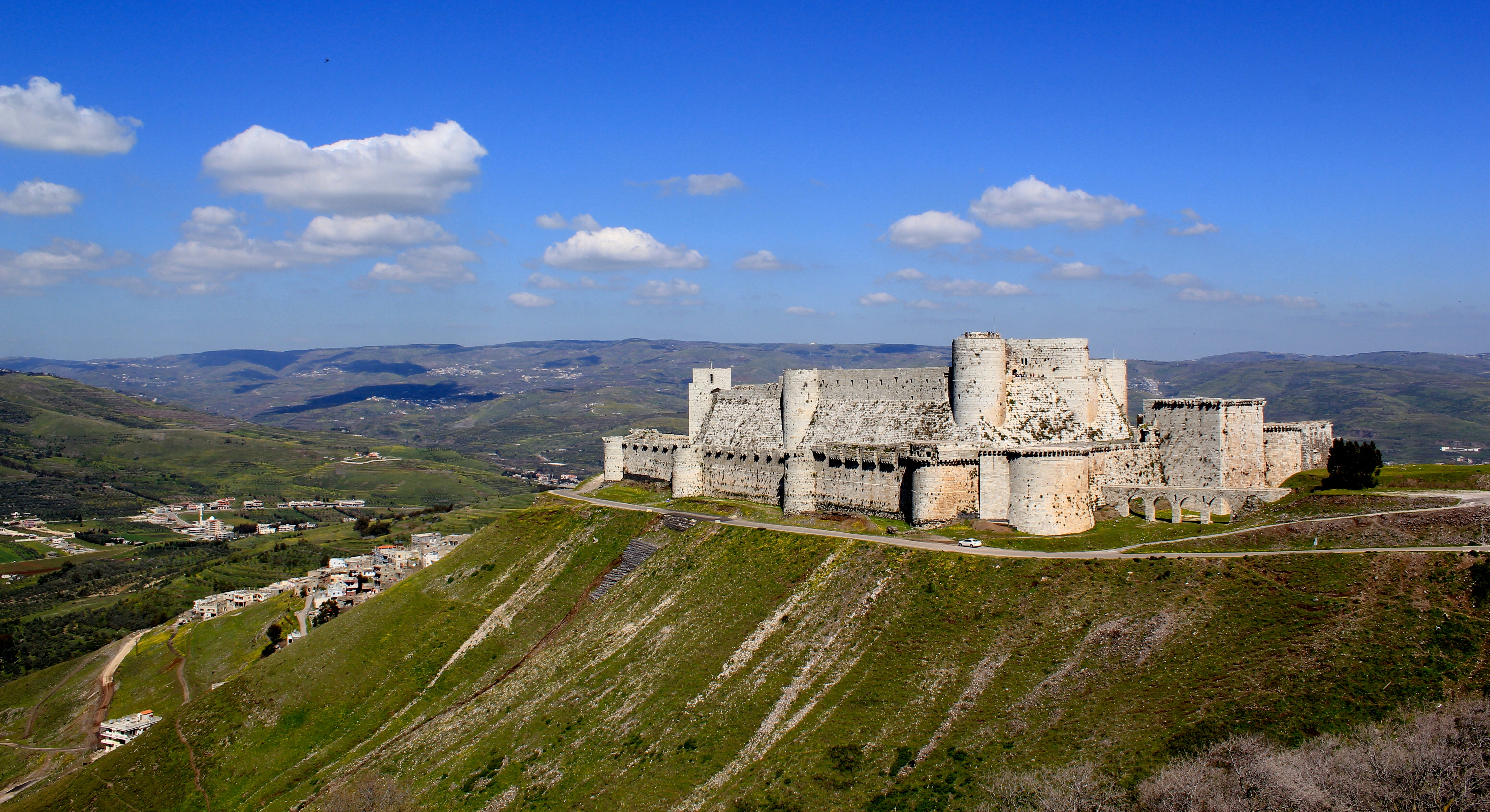
قلعة الحصن والمناطق المحيطة بها.

قلعة الحصن هي قلعة صليبية مسجلة على لائحة التراث العالمي تقع في بلدة الحصن، تعتبر واحدة من أهم قلاع القرون الوسطى المحفوظة في العالم.

### نبع الفوار
يدعى أيضاً 'فوار الدير' وكان يدعى أيام الرومان 'السبتي' وهو نبع يقع في وادي النصارى غربي دير مارجرجس بأسفل بلدة الزويتينة في وادي العطشان ضمن منطقة حراجية كثيفة، يفور ماؤه تلقائياً من دون انتظام، ويعد لغزاً علمياً قديماً. وهو عبارة عن هوة داخل مجموعة من الصخور الكلسية في باطن الأرض، حيث تتفجر المياه من الجهة الشمالية في الهوة لتعود وتدخل في عمق الأرض من جهة الجنوب، وبعد فترة زمنية غير معروفة. تتفجر المياه من الجهة التي دخلت منها وبكميات هائلة، وتسير المياه في نهر يسمى نهر العطشان كما إن المدة التي تخرج فيها المياه من باطن الأرض على شكل فوران غير معروفة، فهي تمتد بين الساعة والأربع ساعات وقد يفور عدة مرات في اليوم الواحد وقد لا يفور في الشهر أكثر من مرة. تمت العديد من الدراسات على النبع ولكن لم يوضع تفسير دقيق وثابت عنه، وإحدى هذه التفسيرات أنه عندما تدخل المياه إلى باطن الأرض تحمل ما تجده في طريقها من حصى ورمال وترسبها في الحفرة الداخلية مشكلة سداً وعندما تمتلئ الحفرة بالمياه تنفجر الرمال وتخرج المياه متدفقة نحو الأعلى بشكل يشبه نافورة المياه حيث تتجمع لتشكل سيلاً كبيراً يسير في نهر العطشان الذي يجف في فترة وقوف النبع عن الفوران.ودرجت العادة على الاعتقاد بأن فوران النبع فأل حسن لزواره اللذين يتجمعون حول فتحته بانتظار فورانه. واعتبر النبع قديماً مقصد الحجاج الذين لديهم أمراض معينة فكان بالقرب منه مزار يجلس فيه الناس ليصلوا ويطلبوا الشفاء.

### تمثال سيدة الوادي
تمثال سيدة الوادي يعد أكبر تمثال لمريم العذراء في الشرق الأوسط بارتفاع يبلغ ثلاثين متراً مع القاعدة الحجرية. يقع في بلدة الناصرة على قمة جبل السايح، وتم تم تدشين التمثال في العام 2009 ضمن فعاليات مهرجان القلعة والوادي.

## مؤسسات تعليمية
بالإضافة للمدارس الرسمية للتعليم الأساسي والثانوي الموجودة في مختلف قرى الوادي وثانوية المزينة الخاصة وثانوية مرمريتا الخاصة، يقع في منطقة وادي النصارى جامعتين هما جامعة الوادي الدولية الخاصة، وجامعة الحواش الخاصة.
- جامعة الوادي الدولية الخاصة[8] أُحدثت عام 2005 وتضم كلية الهندسة، وكلية طب الأسنان، وكلية العلوم الإدارية والاقتصادية.
- جامعة الحواش الخاصة[9] أحدثت عام 2008 وتضم كلية الصيدلة، وكلية طب الأسنان، وكلية التجميل والعناية الصحية، وكلية اللغات (إنكليزية، فرنسية، صينية، فارسية).
- مخبر السلام للغات أحدث عام 1995 في مدينة حمص- الحميدية، Salam International Language Center انتقل إلى المشتاية- مقابل فندق الوادي 2018 مركز لتعليم اللغات (إنكليزي- فرنسي-إلماني- إسباني وروسي) وتعليم الكمبيوتر.

## بلدات وقرى الوادي
- الناصرة: تقع في وسط الوادي على يمين الطريق العام وهي ناحية ومركز للوادي، تعد الناصرة من الناحية الادارية هي الأكبر بين قرى الوادي ويوجد فيها المحكمة. يقع في الناصرة مجمع الخير وهو الأكبر على مستوى المحافظة، كما يوجد فيها تمثال للسيدة العذراء يعتبر الأكبر في الشرق الأوسط.
- مرمريتا: تقع على طريق عام الوادي حب نمرة بين كفرا وحب نمرة وهي من القرى الكبيرة في الوادي.
- الجوانيات: تقع على طريق عام ما بين بلاط وقرية المقعبرات من الجهة الشرقية لوادي النصارى. تشتهر باشجار التفاح ويمر طريق الوادي ظهر القصير من خلالها.
- الحواش: تقع على طريق عام الوادي حب نمرة وهي من القرى الكبيرة في الوادي وتتوسطه وتلتصق بقرية عش الشوحة وعين العجوز.
- المزينة: تقع على يمين طريق الوادي حب نمرة من الجهة الشرقية ولها مفرق خاص يسمى مفرق المزينة (أو مفرق جلنار كماهو متعارف عليه بين أبناء المنطقة) في نهاية الحواش.
- التلة: تقع على طريق عام الوادي حب نمرة من جهة اليسار بين قرية عناز وعش الشوحة.
- الدغلة: تقع في نهاية جبل السايح في الجانب الشمالي من الوادي ويمكن الوصول إليها من حب نمرة والناصرة.
- الزويتينة: تقع في الجانب الغربي من الوادي فوق نبع الفوار ويمكن الوصول إليها من دير مار جرجس ومرمريتا وعين الراهب. يوجد فيها نبع الفوار الذي تفور منه المياه من باطن الأرض، وهو محاط بعديد من المطاعم والمنتجعات.
- القلاطية: تقع في الجانب الشمالي من الوادي ويمكن الوصول إليها من قرية عين العجوز وهي بجانب الكيمة والدغلة والمقعبرة.
- الكيمة: تقع في الجانب الشمالي من الوادي ويمكن الوصول إليها من قرية عين العجوز وهي بجانب الدغلة والمقعبرة.
- المزرعة: تقع في الجانب الشرقي من الوادي ويمكن الوصول إليها من عين العجوز وتقع بجانب مقلس.
- المشتاية: تقع أعلى دير مارجرجس ولها مفرق خاص يسمى مفرق المشتاية بعد قلعة الحصن.
- المقعبرة: تقع في الجانب الشرقي من الوادي ويمكن الوصول إليها من عين العجوز وتقع بجانب الكيمة والقلاطية.
- بلاط: تقع في الجانب الشرقي للوادي يمكن الوصول إليها من المزينة.
- تنورين: تقع في الجهة الغربية من الوادي ويمكن الوصول إليها من حب نمرة ومرمريتا ومشتى عازار وبعيت وهي على حدود محافظة طرطوس. تشتهر بزراعة الزيتون والعنب والتين. مناخها معتدل وما زالت تحافظ على خصائص الريف. فيها عيون ماء كثيرة أشهرها عين داوود وعين الخورية وفيها معامل رخام ومعاصر زيتون وبيوت بلاستيكية ومسبح صيفي يسمى العبير. تضم البلدة كنيستان واحدة للروم الأرثوذكس والثانية للروم الكاثوليك ومزار للطائفة العلوية ويتجمع الكثير من سكانها للاحتفال خلال عيد السيدة العذراء في 14 اب وتقام الحفلات.
- جوار العفص: تقع في الجهة الغربية من الوادي ويمكن الوصول إليها من مرمريتا.
- حب نمرة: تقع في نهاية الوادي ومحافظة حمص من الجهة الغربية ومنها تصل إلى المشتى والكفارين وصافيتا وجبل الحلو.
- عش الشوحة: تقع على طريق عام الوادي حب نمرة من جهة اليسار بين قرية عناز والحواش.
- عمار الحصن: تقع في الجهة الجنوبية من الوادي ويمكن الوصول إليها من دير مار جرجس وقلعة الحصن والزويتينة ومن طريق طرطوس مفرق عمار ومعظم سكانها في المهجر.
- عناز: تقع على طريق عام الوادي حب نمرة قبل الحواش في بداية الوادي.
- عين الباردة: تقع في نهاية الوادي من الجهة الغربية ملاصقة تماما لقرية حب نمرة.
- عين الراهب: تقع في الجهة الغربية من الوادي يمكن الوصول إليها من مرمريتا والزويتينة ومشتى عازار.
- عين العجوز: تقع على يمين طريق الوادي حب نمرة بين الحواش وقلعة الحصن.
- عين الغارة: تقع في الجانب الشرقي من الوادي ويمكن الوصول إليها من المزينة.
- قلعة الحصن: تقع على يسار طريق عام الوادي حب نمرة ولها مفرق خاص وتشتهر بقلعتها.
- كفرة: تقع على طريق عام الوادي حب نمرة بين الناصرة ومرمريتا.
- مشتى عازار: تقع في نهاية الوادي من الجهة الغربية ويمكن الوصول إليها من حب نمرة ومرمريتا والزويتينة.
- مقلس: تقع في نهاية الوادي من الجهة الشمالية الشرقية على سفوح جبل ضهر القصير ونصل إليها من عين العجوز والجويخات.
- كفرام: تقع في نهاية الوادي من الجهة الشمالية الشرقية على سفوح جبل ضهر القصير ونصل إليها من مقلس.
- بحزينا: تقع في الجهة الغربية من الوادي على طريق الزويتينة عمار الحصن ويمكن الوصول إليها من اوتستراد حمص - طرطوس.
- بحور: تقع في شرق وادي النصارى على حدود طريق حمص مشتى الحلو وتشتهر بزراعة التفاح.
- دوير اللين: تقع في الجهة الشرقية بجوار المزرعة.

## أعلام من الوادي
- يوحنا العاشر يازجي بطريرك أنطاكية وسائر المشرق للروم الأرثوذكس. وهو من بلدة مرمريتا.[10]
- جوزيف عطية الحائز على أول ميدالية سورية بتاريخ الألعاب الأولمبية في أولمبياد لوس آنجلوس في الولايات المتحدة الأمريكية. وهو من بلدة عمار الحصن.[11]
- عيسى أيوب (1946 – 2002) شاعر ومؤلف مسرحي كتب العديد من الأغاني لكبار المغنين العرب كالفنان وديع الصافي. وحاز على العديد من الجوائز منها الجائزة العالمية لأغنية الطفل في مهرجان النقود الذهبية في إيطاليا عن أغنية «يا أطفال العالم» (La terraluna) باللغتين العربية والإيطالية. وهو من بلدة الحواش.[12]
- اللواء الياس نديم غزاله (1946-2022) ضابط في الجيش العربي السوري شارك في عدة حروب منها حرب لبنان شغل منصب قائد الفرقه العاشرة في عهد الرئيس حافظ الأسد وقام بالاشراف على دورة الركن التي اتبعها الرئيس بشار الأسد عام 1997 وشغل منصب قائد الفيلق الثاني في الجيش العربي السوري عام 2005 وحاصل على شهادة دكتوراه بالعلوم العسكريه من روسيا وتقاعد عام 2006  وهو من بلدة المزينة.[13]

## معرض الصور
- بلدة الزويتينة
- بلدة مشتى عازار
- بلدة مرمريتا
- بلدة الحواش
- منظر عام لقرى الوادي